# Армстронг, Джордж (футболист)
Джордж «Джорди» Армстронг (англ. George «Geordie» Armstrong; 9 августа 1944, Белфаст — 1 ноября 2000, Хемел-Хемпстед, Восточная Англия) — английский футболист, выступавший на позиции вингера. Известен по выступлениям за лондонский «Арсенал», в составе которого сыграл 621 матч во всех турнирах, что на тот момент было рекордом клуба за всю историю.

## Клубная карьера
Армстронг родился на Киплинг-авеню, в Хеббурне, графство Дарем. После окончания школы он пошёл учиться на электромонтёра в Hawthorn Leslie, где играл в футбол со своими старшими братьями. У него был неудачный просмотр «Гримсби Таун», и он числился в рядах «Ньюкасл Юнайтед» как любитель. Тренерский штаб «Ньюкасл Юнайтед» поссорился с Армстронгом. Он подписал контракт с «Арсеналом» в начале сезона 1961/1962.
Армстронг прибыл на «Хайбери» в качестве полусреднего нападающего, но вскоре был переведен на фланг. Он дебютировал во взрослой команде 24 февраля 1962 года, когда ему было всего 17 лет, в матче против «Блэкпула», который «Арсенал» выиграл со счетом 1:0. Хотя он начинал как дублёр Джонни Маклауда и Алана Скиртона, к сезону 1963/1964 он стал постоянным игроком команды, а в сезоне 1964/1965 он пропустил только два матча.
Со временем Армстронг стал одним из самых стабильных игроков «Арсенала», который отличался качеством и точностью навесов и угловых ударов, а также неутомимым бегом по флангу. В основном он играл слева, но также был эффективен и справа. Подписанный Джорджем Суиндином, но взрослевший под руководством Билли Райта, он был одним из нескольких игроков эпохи Райта, таких как Джон Сэммелс и Питер Стори, которые стали неотъемлемой частью команды «Арсенала» преемника Берти Ми.
После поражения в двух финалах Кубка лиги подряд, в сезонах 1967/1968 и 1968/1969, Армстронг сыграл важную роль в победе «канониров» в Кубке ярмарок 1969/1970 и был признан игроком года «Арсенала» в 1970 году. Он играл в каждом матче в следующем сезоне, когда «Арсенал» оформил золотой дубль.
Армстронг оставался в клубе до 1970-х годов, а «Арсеналу» не удалось выиграть больше трофеев после золотого дубля. Он сыграл не менее тридцати матчей в каждом сезоне, когда был в клубе в течение этого десятилетия. В сентябре 1977 года после ссоры с преемником Ми, Терри Нилом, он перешёл в «Лестер Сити» за 15 000 фунтов стерлингов. Он сыграл всего 15 матчей за один сезон за «лис» и завершил свою карьеру в Англии в «Стокпорт Каунти». В сезоне 1980/1981 он был играющим тренером норвежского клуба «Мьёльнир», сыграв свой последний матч против «Будё-Глимта» 5 июля 1981 года.
Проведя пятнадцать полных сезонов в «Арсенале», большую часть из которых он был игроком основного состава, Армстронг установил клубный рекорд по количеству матчей — 621 матч за основную команду, из которых ровно 500 — в лиге. Его рекорд побили только Дэвид О’Лири и Тони Адамс. Он также забил 68 голов за «Арсенал». В его профиле на сайте клуба говорится, что он был «одним из самых опытных игроков, который не сыграл ни одного матча за сборную Англии», несмотря на то, что он играл на юношеском уровне и пять раз играл за сборную до 23 лет. Политика тренера сборной Англии, Альфа Рамсей, заключалась в неиспользовании вингеров.

## Карьера тренера
После завершения карьеры футболиста Армстронг перешёл на тренерскую работу и работал в таких клубах, как «Фулхэм», «Астон Вилла», «Мидлсбро» и «Куинз Парк Рейнджерс». Он руководил «Эндерби Таун» и норвежским клубом «Мьёльнир». С 1988 по 1989 года возглавлял национальную сборную Кувейта. В 1990 году, перед вторжением Ирака в Кувейт, он вернулся в Англию, где вновь присоединился к «Арсеналу» в качестве тренера резервной команды, и занимал эту должность до конца своей жизни, несмотря на многочисленные управленческие ошибки в клубе. За время своей тренерской работы в «Арсенале» Армстронг помог многим молодым игрокам подняться по карьерной лестнице, в том числе Стиву Морроу, Рэю Парлору и Полу Дикаву.

## Смерть
31 октября 2000 года Армстронг потерял сознание из-за внутримозгового кровоизлияния во время тренировки. Он умер в больнице Хемел-Хемпстед рано утром следующего дня. У него остались жена Марджори и двое детей, Джилл и Том. В его память названо поле на лондонской тренировочной базе «Арсенала» в Колни.
В 2022 году было объявлено, что его медали и награды, врученные ему за всю карьеру, будут проданы на аукционе в апреле 2022 года. Памятные вещи также были проданы на аукционе в 2022 году.

## Статистика
| Клуб        | Сезон      | Лига            | Лига  | Лига | Кубок Англии | Кубок Англии | Кубок лиги | Кубок лиги | Европа | Европа | Итог  | Итог |
| Клуб        | Сезон      | Дивиизион       | Матчи | Голы | Матчи        | Голы         | Матчи      | Голы       | Матчи  | Голы   | Матчи | Голы |
| ----------- | ---------- | --------------- | ----- | ---- | ------------ | ------------ | ---------- | ---------- | ------ | ------ | ----- | ---- |
| Арсенал     | 1961/62    | Первый дивизион | 4     | 1    | 0            | 0            | —          | —          | —      | —      | 4     | 1    |
| Арсенал     | 1962/63    | Первый дивизион | 16    | 2    | 0            | 0            | —          | —          | —      | —      | 16    | 2    |
| Арсенал     | 1963/64    | Первый дивизион | 28    | 3    | 4            | 2            | —          | —          | 3      | 0      | 35    | 5    |
| Арсенал     | 1964/65    | Первый дивизион | 40    | 4    | 2            | 1            | —          | —          | —      | —      | 42    | 5    |
| Арсенал     | 1965/66    | Первый дивизион | 39    | 6    | 1            | 0            | —          | —          | —      | —      | 40    | 6    |
| Арсенал     | 1966/67    | Первый дивизион | 40    | 7    | 4            | 1            | 3          | 0          | —      | —      | 47    | 8    |
| Арсенал     | 1967/68    | Первый дивизион | 42    | 5    | 5            | 0            | 8          | 0          | —      | —      | 55    | 5    |
| Арсенал     | 1968/69    | Первый дивизион | 29    | 5    | 3            | 1            | 6          | 2          | —      | —      | 38    | 8    |
| Арсенал     | 1969/70    | Первый дивизион | 17    | 3    | 2            | 0            | 1          | 0          | 10     | 0      | 30    | 3    |
| Арсенал     | 1970/71    | Первый дивизион | 42    | 7    | 9            | 0            | 5          | 0          | 8      | 1      | 64    | 8    |
| Арсенал     | 1971/72    | Первый дивизион | 42    | 2    | 9            | 2            | 3          | 0          | 5      | 1      | 59    | 5    |
| Арсенал     | 1972/73    | Первый дивизион | 30    | 2    | 7            | 1            | 0          | 0          | —      | —      | 37    | 3    |
| Арсенал     | 1973/74    | Первый дивизион | 41    | 0    | 3            | 0            | 1          | 0          | —      | —      | 45    | 0    |
| Арсенал     | 1974/75    | Первый дивизион | 24    | 0    | 8            | 2            | 2          | 0          | —      | —      | 34    | 2    |
| Арсенал     | 1975/76    | Первый дивизион | 29    | 4    | 1            | 0            | 0          | 0          | —      | —      | 30    | 4    |
| Арсенал     | 1976/77    | Первый дивизион | 37    | 2    | 2            | 0            | 6          | 1          | —      | —      | 45    | 3    |
| Арсенал     | Итог       | Итог            | 500   | 53   | 60           | 10           | 35         | 3          | 26     | 2      | 621   | 68   |
| Лестер Сити | 1977/78    | Первый дивизион | 12    | 0    | 1            | 1            | 0          | 0          | —      | —      | 13    | 1    |
| Лестер Сити | 1978/79    | Второй дивизион | 3     | 0    | 1            | 0            | 0          | 0          | —      | —      | 4     | 0    |
| Лестер Сити | Итог       | Итог            | 15    | 0    | 2            | 1            | 0          | 0          | —      | —      | 17    | 1    |
| Общий итог  | Общий итог | Общий итог      | 515   | 53   | 62           | 11           | 35         | 3          | 26     | 2      | 638   | 69   |

1. 1 2 3  Матчи в Кубке ярмарок
2. ↑  Матчи в Кубке европейских чемпионов

## Достижения

### «Арсенал»[4][11]
- Чемпион Англии: 1970/71
- Обладатель Кубка Англии: 1970/71
- Финалист Кубка лиги: 1967/68, 1968/69
- Обладатель Кубка ярморок: 1969/70